# 就业授权文档

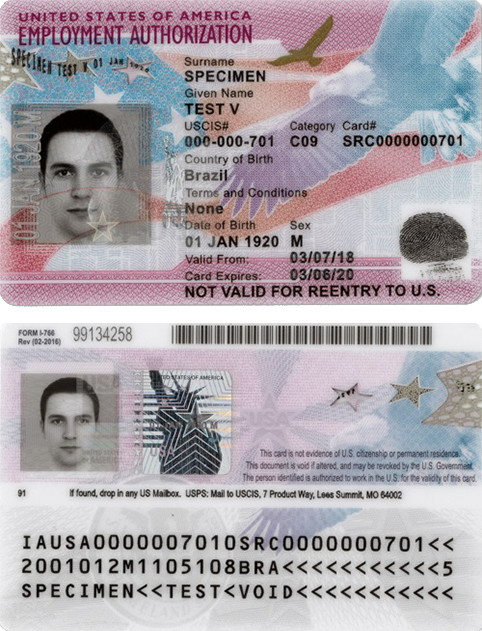
EAD 樣卡 (2017版)

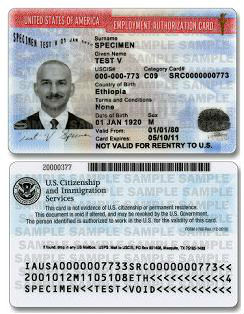
EAD 樣卡 (2011版)

就业授权文档（英語：employment authorization document），正式名称为I-766表格，俗称EAD卡或工卡，是美国公民及移民服务局签发给美国境内非移民的临时就业许可。